# Cyanistes
A Cyanistes a madarak osztályának verébalakúak (Passeriformes) rendjébe és a cinegefélék (Paridae) családjába tartozó nem.
Egyes rendszerezések a Parus nembe sorolják az ide tartozó 3 fajt is.

## Rendszerezés
A nembe az alábbi 3 faj tartozik:
- kék cinege (Cyanistes caeruleus vagy Parus caeruleus)
- lazúrcinege (Cyanistes cyanus vagy Parus cyanus)
- afrikai kékcinege (Cyanistes teneriffae vagy Parus caruleus teneriffae)